# Izeda
Izeda é uma vila portuguesa que foi sede da extinta Freguesia de Izeda do Município de Bragança, freguesia que tinha 34,13 km² de área e 1 006 habitantes (2011), e, por isso, uma densidade populacional de 29,5 hab/km².
A Freguesia de Izeda foi extinta em 2013, no âmbito de uma reforma administrativa nacional, tendo sido agregada às freguesias de Calvelhe e Paradinha Nova, para formar uma nova freguesia denominada União das Freguesias de Izeda, Calvelhe e Paradinha Nova da qual é a sede.
Foi vila e sede de um concelho de breve existência, criado em 1836 e extinto em 1855  por decreto de 24 de outubro desse ano, passando a integrar o concelho de Bragança. Tinha, de acordo com o censo de 1849, 5 656 habitantes e 447 km². Era constituído por 14 freguesias: Calvelhe, Coelhoso, Izeda, Salsas, Serapicos, Bagueixe e Macedo do Mato, Lagoa, Morais, Podence e Edroso, Salselas, Talhas, Talhinhas, Vinhas e Edrosa.
A povoação de Izeda foi elevada à categoria de vila em 13 de julho de 1990.
A Freguesia de Izeda englobava as seguintes povoações: Bagueixe, Calvelhe, Carçãozinho, Castro Roupal, Coelhoso, Edrosa, Edroso, Freixeda, Frieira, Gralhós, Izeda (vila), Lagoa, Limãos, Macedo do Mato, Melhe, Morais, Paradinha dos Besteiros, Paradinha Nova e Velha, Podence, Salsas, Salselas, Sanceriz, Serapicos, Talhas, Talhinhas, Valdrez, Vale de Nogueira, Vila Boa do Carçãozinho e Vinhas.

## População
| População da freguesia de Izeda | População da freguesia de Izeda | População da freguesia de Izeda | População da freguesia de Izeda | População da freguesia de Izeda | População da freguesia de Izeda | População da freguesia de Izeda | População da freguesia de Izeda | População da freguesia de Izeda | População da freguesia de Izeda | População da freguesia de Izeda | População da freguesia de Izeda | População da freguesia de Izeda | População da freguesia de Izeda | População da freguesia de Izeda |
| ------------------------------- | ------------------------------- | ------------------------------- | ------------------------------- | ------------------------------- | ------------------------------- | ------------------------------- | ------------------------------- | ------------------------------- | ------------------------------- | ------------------------------- | ------------------------------- | ------------------------------- | ------------------------------- | ------------------------------- |
| 1864                            | 1878                            | 1890                            | 1900                            | 1911                            | 1920                            | 1930                            | 1940                            | 1950                            | 1960                            | 1970                            | 1981                            | 1991                            | 2001                            | 2011                            |
| 808                             | 809                             | 937                             | 987                             | 903                             | 903                             | 950                             | 1 222                           | 1 258                           | 1 051                           | 1 166                           | 1 151                           | 942                             | 915                             | 1 006                           |

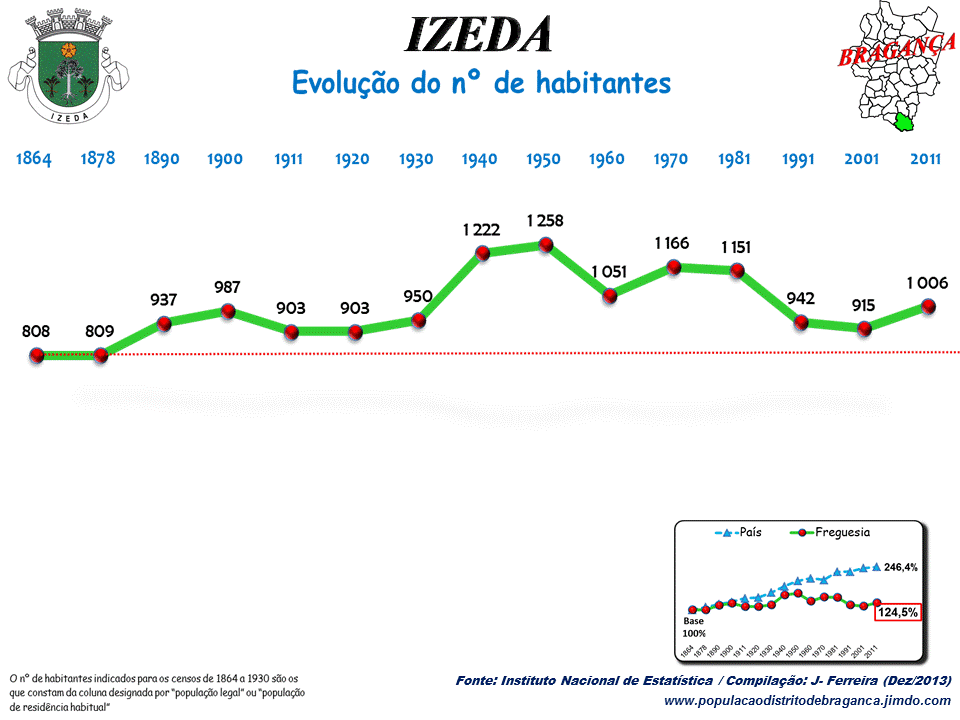
Evolução da População 1864 / 2011
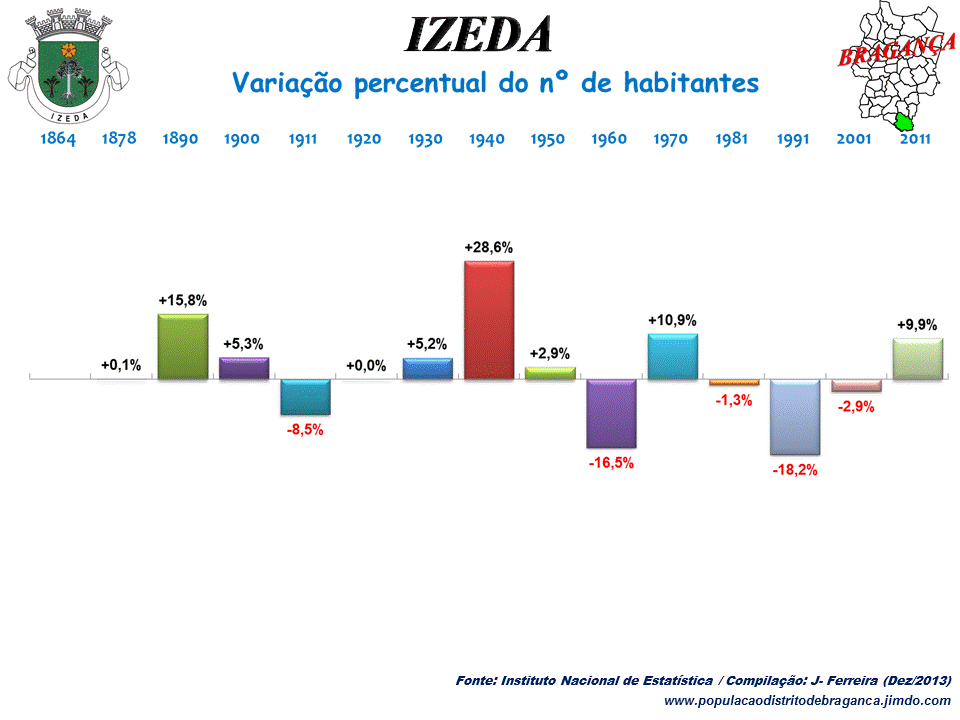
Variação da População 1864 / 2011
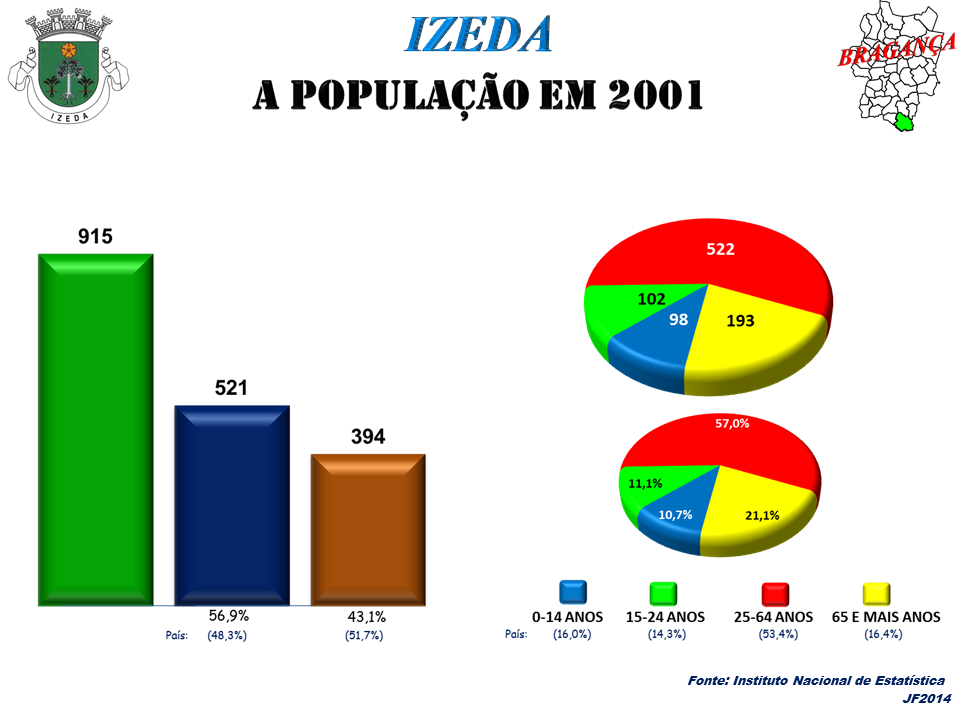
A População em 2001
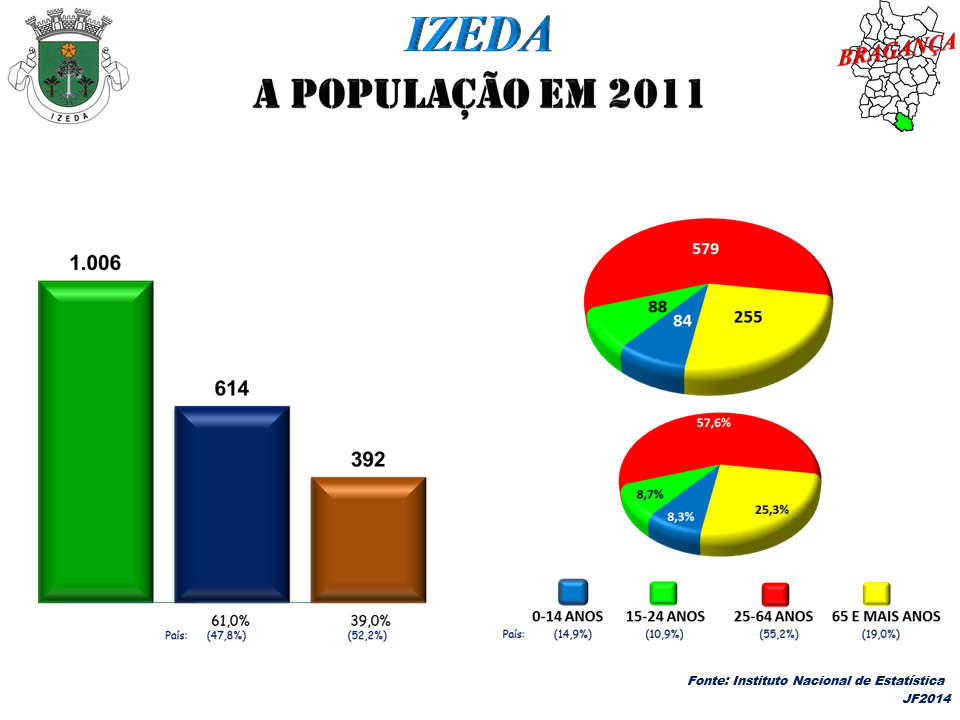
A População em 2011

## Equipamentos

### Segurança

#### Quartéis de Bombeiros
- Bombeiros Voluntários de Izeda:Telef: (+351) 273 959 222, Fax: (+351) 273 959 248

#### Postos Territoriais da GNR
- Posto Territorial de Izeda:Telef: (+351) 273 958 010,Fax: (+351) 273 959 011

#### Estabelecimentos Prisionais
- Estabelecimento Prisional de Izeda:Telef: (+351) 273 959 152,(+351) 273 958 100,Fax: (+351) 273 959 277

## Ensino
Izeda possui pré-escolar, 1ºCiclo, 2º Ciclo e 3º Ciclo. As escolas de Izeda pertencem ao Agrupamento de Escolas Abade de Baçal. Telef: (+351) 273 322 163Fax: (+351) 273 331 114

## Figuras Importantes
- Augusto Alves da Veiga, foi um advogado, jornalista, diplomata e político republicano português